# Paul Watzlawick

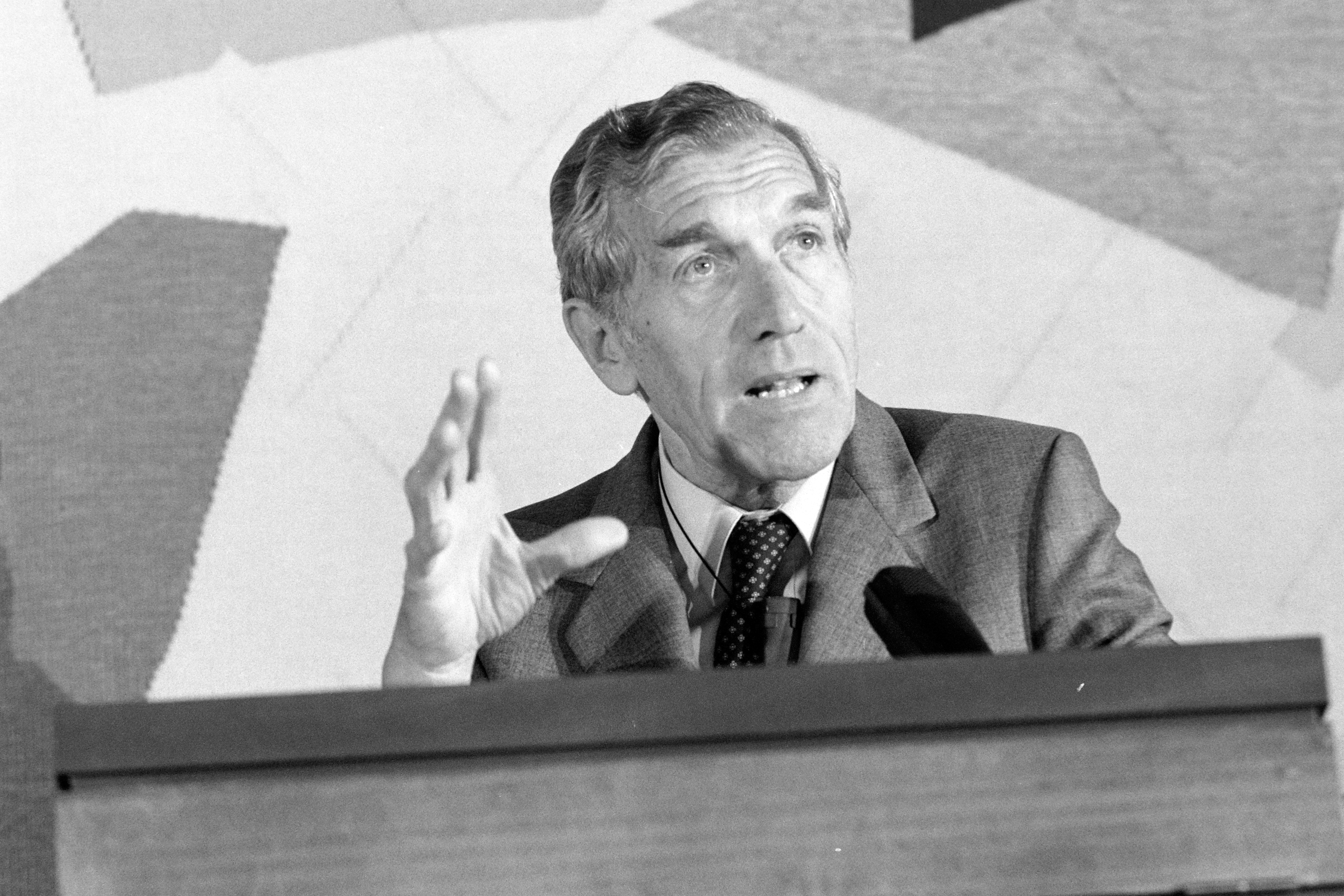
Paul Watzlawick am ISC-Symposium 1988 in St. Gallen

Paul Anton Watzlawick (* 25. Juli 1921 in Villach, Kärnten; † 31. März 2007 in Palo Alto, Kalifornien) war ein österreichisch-US-amerikanischer Philosoph, Psychotherapeut und Kommunikationswissenschaftler.
Watzlawick lebte ab 1960 in seiner Wahlheimat Kalifornien und arbeitete am Mental Research Institute (MRI) in Palo Alto. Er besaß zusätzlich zu seiner österreichischen die amerikanische Staatsbürgerschaft. Seine Arbeiten hatten Einfluss auf die Familientherapie und allgemeine Psychotherapie, und er veröffentlichte etliche Fachbücher. Im deutschsprachigen Raum wurde er vor allem durch seine populärwissenschaftliche Veröffentlichung Anleitung zum Unglücklichsein, sowie fachwissenschaftlich hochbeachtete Beiträge zur Kommunikationstheorie, zur Wahrnehmungspsychologie und zum radikalen Konstruktivismus einem größeren Publikum bekannt. Watzlawick war Mitglied im Österreichischen PEN-Club und Impulsgeber für die Gründung des PEN-Clubs Liechtenstein und war auch in vielen anderen Zusammenhängen kulturell und sozial engagiert.

## Leben
Paul Watzlawick wurde am 25. Juli 1921 in Villach als Sohn von Paul Watzlawick senior (* 13. Juni 1884 in Bergreichenstein), zu dieser Zeit Direktor der Centralbank der deutschen Sparkassen in Villach, und dessen Ehefrau Emilie (geborene Carasi; * 14. Mai 1893 in Villach) geboren und am 28. Juli 1921 auf den Namen Paul Anton getauft.
Nach dem  Anschluss Österreichs am 12. März 1938 an das nationalsozialistische Deutschland wurde sein Vater als Gegner der Nationalsozialisten bekannt. Vater und Sohn sahen sich weiterhin als Österreicher.
Nach seiner Matura 1939 am Peraugymnasium in Villach wurde Watzlawick eingezogen. Er leistete zuerst  Reichsarbeitsdienst und kam dann zu einer Flugabwehrkanonen-Kompanie der Wehrmacht. Dort qualifizierte er sich als Wehrmachtsdolmetscher für die englische Sprache. Bei Verhören englischsprachiger Gefangener war er als Übersetzer tätig, wobei er  Verständnis für die Gefangenen empfand und unvollständig zu übersetzen begann. Das wurde gegen Ende des Krieges entdeckt, worauf er verhaftet  und Anfang Februar 1945 in das Untersuchungsgefängnis Stuttgart eingeliefert wurde. Durch die Hilfe von Vorgesetzten und dem nahen Kriegsende überstand er die Haft.  Nach dem Krieg arbeitete er als Dolmetscher für die Briten.
1946 immatrikulierte sich Watzlawick am Institut für Ökonomie und Handel der Universität Venedig. Er belegte Philosophie und studierte neue Sprachen (Philologie). 1949 wurde er im Fach Philosophie promoviert. Von 1951 bis 1954 absolvierte er eine Ausbildung in Psychotherapie am Carl-Gustav-Jung-Institut in Zürich, die er mit dem Analytikerdiplom abschloss.
Danach ging Watzlawick nach Indien. Er wollte dort eine Praxis eröffnen. Das Vorhaben scheiterte. Er lernte den indischen Philosophen Jiddu Krishnamurti und Yoga kennen, das er bis zu seinem Tod praktizierte. Mit Jiddu Krishnamurti begegnete ihm eine neue Sicht der Dinge. Infolge dieser Anregungen entstand bei Watzlawick eine kritische Distanz gegenüber der Psychoanalyse und er entwickelte eine gegenwartsbezogene konstruktivistische Sicht.

„Die eigentliche Ursache des Leids liegt in unserer Unwilligkeit, Tatsachen als reelle Tatsachen und Ideen als bloße Ideen zu sehen, und dadurch, dass wir ununterbrochen Tatsachen mit Konzepten vermischen. Wir tendieren dazu, Ideen für Tatsachen zu halten, was Chaos in der Welt schafft.“

Im Jahre 1957 erhielt Watzlawick einen Ruf an die Universität El Salvador. Den Lehrstuhl für Psychotherapie hatte er bis zum Jahre 1960 inne. Im Jahre 1960 wurde Watzlawick von Don D. Jackson als Mitarbeiter in die Palo-Alto-Gruppe ins kalifornische Palo Alto geholt, wo Watzlawick fortan als Forschungsbeauftragter am Mental Research Institute tätig war.
In Palo Alto hatten Bateson und Juergen Ruesch bereits 1951 eine Kommunikationstheorie aus kybernetischer und psychiatrischer Sicht entwickelt. 1956 beschrieben Bateson, Jackson, Haley und Weakland zum ersten Mal paradoxe menschliche Kommunikationen und hatten ihre Ergebnisse veröffentlicht.

„Diese Forschungsgruppe ging an die Phänomene der schizophrenen Kommunikationen von einem Gesichtspunkt aus heran, der sich radikal von jenen Hypothesen unterscheidet, die in der Schizophrenie primär intrapsychische Störungen (z. B. eine Denkstörung, Ich-Schwäche, Überschwemmung des Bewusstseins durch Primärprozesse oder dergleichen) sehen, die dann sekundär die zwischenmenschlichen Beziehungen des Patienten beeinflussen.“

Im Kontext der Hypothesen dieser Forschergruppe begann Watzlawick an seinem eigentlichen Forschungsgebiet zu arbeiten. Kommunikationsprozesse und die systemische Familientherapie standen im Mittelpunkt seines Interesses. Die praktischen Erfahrungen, die Watzlawick zur Formulierung seiner Kommunikationstheorie veranlassten, gewann er bei der Erforschung der Kommunikation schizophrener Patienten, die meist als Mitglieder von normalen oder psychotisch gestörten Familien unter seiner klinischen Beobachtung standen bzw. in therapeutischer Behandlung waren.
Sein systemisches Denken erläuterte er in einem Interview:
„Der systemische Ansatz basiert auf der Situation im Jetzt und Hier. Das heißt auf der Art und Weise, in der die Menschen miteinander kommunizieren und im Kommunizieren dann in Schwierigkeiten kommen können. Wir versuchen also zu verstehen, wie das menschliche Bezugssystem funktioniert, in dem der sogenannte Patient mit drinnen steht und mitwirkt ... Unsere Frage ist: Wozu? Was ist die Funktion des sogenannten Symptoms? Das geht so weit für mich, dass, wenn ich zum Beispiel Ehe-Therapie betreibe, der Patient nicht mehr der Mann oder die Frau, sondern die Beziehung zwischen diesen beiden Menschen ist. Das ist mein Patient. An der Beziehung will ich arbeiten.“
Im Jahre 1976 erhielt Watzlawick zusätzlich einen Lehrauftrag im Fachbereich Psychiatrie an der Stanford University. 1978 wurde er Mitbegründer von PEN-Club Liechtenstein.
Watzlawick leistete bedeutende Beiträge zum radikalen Konstruktivismus. Ebenso lieferte er zusammen mit Janet Beavin und Don D. Jackson vielbeachtete Überlegungen zur Theoriebildung über Kommunikation.
2001 erhielt Watzlawick den Ehrenpreis der Viktor Frankl-Stiftung der Stadt Wien. Er starb 2007 im Alter von 85 Jahren in seiner Wahlheimat Palo Alto an einer schweren Krankheit. Er hinterließ eine Frau und zwei Stieftöchter.
Watzlawick veröffentlichte 18 Bücher, die in 85 Sprachen übersetzt wurden. Darüber hinaus verfasste er über 150 Artikel und hielt Vorträge.
2016 wurde im 10. Wiener Gemeindebezirk Favoriten der Watzlawickweg nach ihm benannt. In seiner Geburtsstadt Villach wurde im Sommer 2017 ein Platz zwischen Bahnhof und Drauufer nach ihm benannt.

## Kommunikationstheorie
Watzlawicks Biographie lässt vermuten, dass die Theorie und Pragmatik der Kommunikation aus Anregungen der Ideen von Forschern der Palo-Alto-Gruppe, seiner Ausbildung am Jung-Institut in Zürich, seinem Austausch mit Krishnamurti und Dürckheim, der Lektüre vieler anderer Autoren – Watzlawick soll unermüdlich gelesen haben – sowie aus seiner Praxis als Therapeut entstanden ist.

„Wir sind wie eingesponnen in Kommunikation; selbst unser Ichbewusstsein hängt ... von Kommunikation ab. ... und [wir] sind doch – oder gerade deshalb – fast unfähig, über Kommunikation zu kommunizieren.“

Die Unfähigkeit, unsere Kommunikation bzw. unser Verhalten zu reflektieren, ist auch für die Autoren der Menschlichen Kommunikation ein Problem. Die Psychoanalyse bezog sich auf das Unbewusste, um Probleme zu klären. Letztlich schuf dieser Lösungsansatz das Primat der Vergangenheit und war auch in seinen Wirkungen konservativ und kulturkonform.
In Watzlawicks konstruktivistischer Theorie spielt die Gegenwart die Hauptrolle. Sie wird theoretisch als System von sich gegenseitig beeinflussenden Beziehungen beschrieben. „Werden“ und „Wachsen“ sind die charakteristischen Merkmale dieses gegenwartsorientierten Systems. Die Kommunikationswissenschaftler leben mittendrin in diesem Geschehen. Sie sind nicht nur damit beschäftigt, Daten zu sammeln, sondern sie verwenden neue, sprachliche Anknüpfungspunkte und Ideen, um über die Daten zu sprechen, sie auszuwerten und sie zu ordnen. Andere sollen damit weiterarbeiten können, Sichten und Beschreibungen weiterentwickeln, die Theorie verändern.
In den folgenden Abschnitten werden einige Aspekte aus der Kommunikationstheorie der Autoren erläutert. Sie beziehen sich auf Unvollständiges, das dem „Wachsen“ und „Werden“ unterworfen ist.

### Axiome der Theorie
Es gehört zu den Grundlagen einer Theoriebildung, die Voraussetzungen der jeweiligen Theorie offenzulegen. Die von Watzlawick, Janet H. Beavin und Don D. Jackson entworfenen fünf pragmatischen Axiome sind die Grundlagen ihrer Kommunikationstheorie. Die Axiome werden auf jede Situation mit kommunikativem Charakter angewendet. Sie lauten:
- „Man kann nicht nicht kommunizieren!“
- „Jede Kommunikation hat einen Inhalts- und einen Beziehungsaspekt, wobei Letzterer den Ersteren bestimmt und daher eine Metakommunikation ist.“
- „Die Natur einer Beziehung ist durch die Interpunktionen der Kommunikationsabläufe seitens der Partner bestimmt.“
- „Menschliche Kommunikation bedient sich digitaler und analoger Modalitäten. Digitale Kommunikationen haben eine komplexe und vielseitige logische Syntax, aber eine auf dem Gebiet der Beziehungen unzulängliche Semantik. Analoge Kommunikationen dagegen besitzen dieses semantische Potential, ermangeln aber die für eindeutige Kommunikationen erforderliche logische Syntax.“
- „Zwischenmenschliche Kommunikationsabläufe sind entweder symmetrisch oder komplementär, je nachdem, ob die Beziehungen zwischen den Partnern auf Gleichheit oder Unterschiedlichkeit basieren.“ siehe (Schismogenese)

### Kommunikation ist Verhalten
Watzlawick hatte weitreichende und umfassende Vorstellungen über Kommunikation und deren Beschreibung. Er bezog sowohl den erweiterten Kontext einer Situation bzw. eines Sachverhaltes als auch die Beziehungen zwischen den Beteiligten mit ein. Schließe man Kontext und Beziehungen aus, so stehe ein einzelnes Phänomen bzw. ein Einzelner oder eine bestimmte Gruppe isoliert im Fokus. Komplexe Phänomene würden um ihren Kontext gebracht, eindimensional, monadisch beschränkt interpretiert.
Er berichtete dazu u. a. ein Beispiel aus der Kulturanthropologie. Während des Zweiten Weltkriegs wurde von in England stationierten amerikanischen Soldaten gesagt, dass englische Mädchen leicht zu haben seien. Englische Frauen meinten, amerikanische Soldaten seien übertrieben stürmisch. Die Auflösung des Widerspruchs ergab sich, als man das in England bzw. Amerika übliche Paarungsverhalten vom Kennenlernen bis zum Geschlechtsverkehr verglich.
In beiden Ländern durchlief das Paarungsverhalten ungefähr 30 unterschiedliche Formen. Verschieden war die Reihenfolge dieser Formen. Das Küssen z. B. trat bei den Amerikanern bereits auf der 5. Stufe auf, während die Engländerinnen dies viel später etwa auf Stufe 25 erwarteten. Wurde eine Engländerin von einem Amerikaner geküsst, bedeutete dies, dass sie sich viel zu früh entscheiden musste, ob sie Geschlechtsverkehr haben oder die Beziehung beenden wollte. Entschied sie sich für Geschlechtsverkehr, so empfand der amerikanische Soldat dies als zu früh, unangemessen und schamlos.
Die Engländerinnen vermissten ihnen wichtige Elemente des Paarungsverhaltens und fühlten sich betrogen.
Beide beurteilten den jeweils anderen negativ: Der bzw. die benimmt sich falsch. Daran kann deutlich werden,

„... dass bestimmte Phänomene unerklärlich bleiben, solange sie nicht in genügend weitem Kontext gesehen werden oder dass in diesem Fall dem betreffenden Organismus [i. d. F. dem anderen] Eigenschaften zugeschrieben werden müssen, die er nicht besitzt.“

Eine künstliche Isolierung eines Phänomens vom Kontext führe zur uralten und nicht beantwortbaren Frage nach der Natur solcher Phänomene, schließlich nach dem Wesen der menschlichen Seele. Wissenschaftler und Laien wurden und werden so zu Vermutungen bzw. Behauptungen veranlasst, für die offen bleibe, ob sie zutreffen. Diese Sackgasse könne vermieden werden, wenn Forscher sich „den beobachtbaren Manifestationen menschlicher Beziehungen“ zuwendeten.

„Das Medium dieser Manifestationen ist die menschliche Kommunikation.“

Diese Manifestationen werden theoretisch unter folgenden Aspekten betrachtet:
- Wie werden sprachliche Zeichen (Wörter und Sätze) miteinander verknüpft (Syntaktik)?
- Was bedeuten die verwendeten Zeichen (Semantik)?
- Wie verhalten sich die Teilnehmer (Pragmatik)?

Für Syntaktik und Semantik folgte Watzlawick den Ideen von Charles W. Morris und Rudolf Carnap. Syntaktik und Semantik sind Teilgebiete der Semiotik. Pragmatik, Verhalten oder Kommunikation verbindet beide. Pragmatische Aspekte sind daher in seiner Theorie vorrangig und übergreifend, weil sie Beziehungen zwischen Zeichen, deren Bedeutung und alle nonverbalen Begleiterscheinungen umfassen.

„Theoretisch ist damit eine klare begriffliche Trennung der drei Gebiete möglich; praktisch jedoch sind sie natürlich wechselseitig voneinander abhängig.“

### Funktionen bestimmen Kommunikationen
Eine weitere Bestimmung in Watzlawicks Theorie ergibt sich unter dem wissenschaftstheoretischen Aspekt aus seiner konstruktivistischen Sichtweise. Bisher sei es in der Psychologie üblich, psychische Funktionen als Akte, Zustände, Erlebnisse im Menschen zu lokalisieren und sie mit Begriffen wie Empfindung, Wahrnehmung, Apperzeption, Gedächtnis usw. zu beschreiben. Die unterschiedlichen Funktionen werden über Erscheinungsweisen definiert oder als unbewusst charakterisiert. Fatalerweise werden damit Zusammenhänge nahegelegt und therapeutisch relevant, die nicht beobachtbar sind.

„Die all diesen Begriffen anhaftende Gefahr ist, dass sie, wenn sie nur lange genug gedacht und wiederholt werden, eine Scheinwirklichkeit annehmen, sodass schließlich ‚Einstellung‘ von einem bloßen Begriff unversehens zu einer messbaren Dimension der Seele wird, ...“

Im Unterschied dazu bezog Watzlawick seine Theorie auf die beobachtbaren Wechselwirkungen von Beziehungen und Inhalten der Kommunikation. Es genügen Informationen und Kenntnisse über das momentane Verhalten, um den Zustand einzuschätzen. Dies sei so ähnlich wie bei einem Schachspiel. Ein Blick auf die Stellung der Figuren reiche aus, um den Spielstand und Möglichkeiten weiterer Züge zu sehen.
Diese Wechselwirkungen oder Funktionen haben zu den traditionell behaupteten innerpsychischen Funktionen keine Verbindung. Sie sind mathematischen Funktionen ähnlicher. Sie sind wie Letztere Konstrukte und Symbole. Sie beschreiben nur Relationen, also nur das, was aktuell in Kommunikationen beobachtbar ist. Sie sagen nichts darüber, was ihnen möglicherweise primär (substanziell) zugrunde liegen könnte. Allerdings ist die Relevanz mathematischer Funktionen für die Beschreibungen kommunikativer Funktionen, die sich auf komplexe Verhaltensstrukturen beziehen, begrenzt:

„Wir werden uns auf gewisse Gebiete der Mathematik nur dann beziehen, wenn sie eine nützliche Sprache für die Beschreibung bestimmter Phänomene der menschlichen Kommunikation darstellen.“

Dies gilt z. B. für die Aspekte ‚digital‘ und ‚analog‘, die Watzlawick als heuristische Prinzipien im Rahmen seiner pragmatischen Axiome verwendet.
Watzlawick erläuterte diese Idee der Funktion auch im Hinblick auf die Hirn- und Wahrnehmungsforschung. Deren Ergebnisse legen es nahe, dass wir nur Beziehungen und Beziehungsstrukturen wahrnehmen. Menschliche Augen z. B. bewegen sich unmerklich beim Sehen (Mikrosakkade). Dies dient dem scharfen Sehen. Verharren die Augen starr, so wird längere Zeit dasselbe Bild vom selben Teil der Netzhaut empfangen und das Auge ermüdet. Man sieht nicht mehr klar.
Vergleichbares wie beim Sehen ist beim Hören zu beobachten. Ein Ton, der anhaltend gleich bleibt, wird irgendwann nicht mehr wahrgenommen. Wenn Menschen einen Gegenstand tastend erforschen möchten, bewegen sie den Finger hin und her. Hält man den Finger still, fühlt man außer der Temperatur keine weiteren Eigenschaften der Oberfläche.
Daraus und aus weiteren Beispielen lässt sich schließen: Beim Wahrnehmen wird eine Beziehung hergestellt. Diese wird möglichst weitreichend geprüft. Daraus wird eine Abstraktion gewonnen und benannt. Diese Abstraktion versteht Watzlawick analog zu dem mathematischen Begriff der Funktion.

„... Funktionen machen demnach das Wesen unserer Wahrnehmung aus; und Funktionen sind ... ‚Zeichen für einen Zusammenhang‘ ...“

Wenn dies zutrifft, dann besteht auch die Selbsterfahrung des Menschen aus Erfahrungen von Funktionen bzw. Kommunikationen, in die er eingebunden ist.

## Konstruktion der Wirklichkeit
Besonders bekannt wurde folgendes Beispiel aus der Anleitung zum Unglücklichsein. Darin beschreibt Watzlawick unter anderem einen Mann, der alle zehn Sekunden in die Hände klatscht. Nach dem Grund für dieses merkwürdige Verhalten befragt, erklärt er: „Um die Elefanten zu verscheuchen.“ Auf den Hinweis, es gebe hier doch gar keine Elefanten, antwortet der Mann: „Na, also! Sehen Sie?“ Damit wollte Watzlawick zeigen, dass der konsequente Versuch, ein Problem zu vermeiden – hier: die Konfrontation mit Elefanten –, es in Wirklichkeit verewigt.

## Paul-Watzlawick-Ehrenring
Seit 2008 wird von der Wiener Ärztekammer der Paul-Watzlawick-Ehrenring verliehen.
Bisherige Preisträger waren
- 2008: Peter L. Berger
- 2009: Aleida Assmann
- 2010: Rüdiger Safranski
- 2011: Friedrich Achleitner
- 2013: Walter Thirring
- 2015: Ruth Klüger
- 2016: Konrad Paul Liessmann
- 2017: Franz Schuh
- 2018: Hartmut Rosa
- 2019: Ulrike Guérot
- 2020: Robert Pfaller[34]
- 2021: Stefan Thurner und Peter Klimek[35]
- 2022: Ruth Wodak[36]

Paul-Watzlawick-Ehrenpreis für das Lebenswerk
- 2017: Ágnes Heller[37]
- 2021: Rudolf Burger

## Auszeichnungen (Auszug)
- 1990: Goldenes Ehrenzeichen für Verdienste um das Land Wien
- 2001: Ehrenpreis des Viktor-Frankl-Fonds der Stadt Wien[38]

## Veröffentlichungen (Auswahl)
- mit Janet H. Beavin und Don D. Jackson: Menschliche Kommunikation – Formen, Störungen, Paradoxien. (Originaltitel: Pragmatics of Human Communication. A Study of Interactional Patterns, Pathologies, and Paradoxes. W. W. Norton & Company, New York 1967.) Huber, Bern 1969. (13., unveränderte Auflage. Hogrefe, Bern 2017, ISBN 978-3-456-85745-9)
- mit John H. Weakland und Richard Fisch: Lösungen. Zur Theorie und Praxis menschlichen Wandels. Huber, Bern 1974, ISBN 3-456-80038-X.
- Wie wirklich ist die Wirklichkeit? Wahn, Täuschung, Verstehen. Piper, München 1976, ISBN 3-492-02182-4; 9. Auflage ebenda 2010.
- Die Möglichkeit des Andersseins – Zur Technik der therapeutischen Kommunikation. Huber, Bern 1977, ISBN 3-456-80433-4. (Neuauflage 2002, ISBN 3-456-83895-6)
- Gebrauchsanweisung für Amerika – Ein respektloses Reisebrevier. Piper, München 1978, ISBN 3-492-02401-7.
- Die erfundene Wirklichkeit – Wie wissen wir, was wir zu wissen glauben? Piper, München 1981, ISBN 3-492-02581-1.
- Anleitung zum Unglücklichsein. Piper, München 1983, ISBN 3-492-02835-7.
- Vom Schlechten des Guten oder Hekates Lösungen. Piper, München 1986, ISBN 3-492-03085-8.
- mit Franz Kreuzer: Die Unsicherheit unserer Wirklichkeit – Ein Gespräch über den Konstruktivismus. Piper, München 1988, ISBN 3-492-20742-1.
- Münchhausens Zopf oder Psychotherapie und „Wirklichkeit“. Huber, Bern 1988, ISBN 3-456-81708-8.
- Vom Unsinn des Sinns oder vom Sinn des Unsinns. Picus, Wien 1992, ISBN 3-85452-315-7.
- Wenn du mich wirklich liebtest, würdest du gern Knoblauch essen – Über das Glück und die Konstruktion der Wirklichkeit. Piper, München 2006, ISBN 3-492-04942-7.
- Man kann nicht nicht kommunizieren. Das Lesebuch. Herausgegeben und mit einem Vorwort versehen von Trude Trunk. Verlag Hans Huber, Bern 2011, ISBN 978-3-456-85029-0.

## Verfilmung
- 2012: Anleitung zum Unglücklichsein. Regie und Drehbuch: Sherry Hormann, Hauptrolle: Johanna Wokalek.